# Housepets!
Housepets! 是瑞克·格里芬所創作擬人化主題的網路漫畫。這部作品大致建立在作者兒時所繪、名為Bino的狗兒的一系列插圖上，而 Bino 現今亦在此部漫畫中擔任配角。格里芬於2006年將漫畫構想統整之後開始創作，2007年完成部分，2008年6月2日公開。這部作品於2009及2010年，皆榮獲大熊星座獎的最佳擬人連載漫畫殊榮。2008年聖誕節過後自黑白變為彩色版，並於2009年三月改變畫風，作者亦表示這更貼近他平時的畫法。

## 故事簡介
Housepets! 主要背景設定在美國境內某郊區，名為巴比倫花園（Babylon Gardens）的地方（故事沒有明確指出位置，但作者表示主角家的設定是建立在他過去北卡羅來納州的居所）。這部作品的時空當中，大部分動物都具有理智情感，且大多高度擬人化，能夠行走、談話、與現實動物相比來得長壽。動物也享有部分的人類權利（例如警犬有資格逮捕人類），不過野生动物若沒有被收養為寵物則不具法定地位（有個特例，收養人允許是寵物本身）。寵物相當於孩童，稱其收養者為「爸爸」或「媽媽」，而且會冠上收養者姓氏，因此有些選擇不生育的人們會領養寵物當小孩照顧。
漫畫主焦點放在兩個角色身上：Sandwich（三明治）家族的 Peanut Butter（花生奶油）與 Grape Jelly（葡萄果醬）。主題大多為日常生活瑣事，像是打發時間、與鄰居寵物互動、被帶去獸醫檢查等；也有部分創作是作者向其他知名作品，例如Bill Watterson的Calvin and Hobbes致敬。漫畫中幾乎所有成年人的表情都沒有畫出來，此特殊風格如同查爾斯·舒茲的花生漫畫。作品中的幽默包括使用英文音近字開玩笑、套用某些網路迷因。

## 角色介紹
Peanut Butter Sandwich
犬，掛牌為一根骨頭。年輕、愛玩，對各種遊戲都有無比的熱情。個性溫和，忠誠，但他那用不完的精力使他在作品中顯得不成熟。不擅社交。有藝術天分，甚至自創漫畫，名為「Adventures of Spot （superdog）」。其中，主角是個如超人般具有異能的狗。故事劇情往往不固定，有時候Peanut日常遭逢的事情也會成為漫畫題材，Grape也偶而會對他的作品提出修改建議。此外，Peanut熱愛閱讀，亦有超群的閱讀速度。
與Grape同居，也對她有份超越朋友的情感，即便她是貓。跨種族感情在漫畫中是一種忌諱，也因此Peanut偶而遭逢社交上的麻煩。已對Grape坦白（雖然Grape早已猜到），即便兩者間在互動上不似情侶般浪漫，但仍表現比一般朋友更親密的牽絆。不過在一個奇怪的情節中，Peanut認識了Tarot，並與她成為正式情侶。
Grape Jelly Sandwich
貓，掛牌為一隻魚。成熟、冷靜，且生性慵懶，傾向使用更簡單的方法解決問題（通常是暴力）。閒來無事時多半在家中睡懶覺。僅管較Peanut年輕，在各方面都表現地有如他的姊姊，即便Peanut相當煩人，仍是會用不傷害他的方式干預他的行為，而這也常常為她自己帶來麻煩。出於鄙視及樂趣，Grape偶而會跟捉弄社區中的狗，但通常都能避免招致過多敵意且全身而退。
年紀尚幼時被原本的家庭遺棄，後來由Sandwich夫婦從動物收容所領養。也因為這段痛苦回憶，導致Grape內斂的性格，認識的朋友甚至不如Peanut那麼多。出於可能被再次拋棄的恐懼，她不喜歡項圈被解開，即便那是個玩笑。不過已慢慢與社區的貓群接觸，從農場旅遊回來後亦主動向Maxwell提出邀約。一開始與他交往僅是為了要擺脫「愛狗者」的形像，但沒多久便真心喜歡上Maxwell，最後互為情侶。平日與他互動親暱，也同樣是暢銷作品「Pridelands」粉絲。
有趣的是，早先在漫畫推出時，沒有任何跡向顯示Grape的性別，也因為她有些男性化的舉止，多數觀眾直覺認定她是「他」。直到漫畫推出兩個月後，才在Peanut的震驚（及一見鍾情）中揭露其性別──雖然作者原本就把她設定成女生。
Bino
犬，刻有「B」字樣的菱形掛牌。俱樂部「Good Ol' Dogs'」的領導者──只有在他哥哥Fido不在的時候。善妒、貪心、小氣、討人厭、鬼主意多，作者甚至以「從頭到尾無不刻薄」來形容他。因為各方面都不如Fido傑出及受歡迎，Bino時常將他的不滿施加在其他狗身上，好讓自己從中獲得優越感。不過通常在他耍完小聰明後都沒什麼好下場。
Joey
犬，刻有「J」字樣的菱形掛牌。Bino跟Fido的弟弟，時常被忽視，平日多半離群索居。對此，他時常投注心力在角色扮演及「龙与地下城」（即D&D）上頭，甚至會穿著貓型布偶裝以滿足自己的幻想。喜歡同樣喜愛角色扮演的老鼠Squeak，同居中。Joey也有藝術細胞，但明顯具有比Peanut更高超的畫技。
Fox
犬，狗牌。Fido的至交，也是Bino身邊最聰明的狗，時常埋首於書叢中。雖然對於Bino的小人行徑有些不滿，但基於朋友交情仍是服從其領導。曾被動物保育組織「PETA」成員綁架，美其名是「解放寵物，還諸自由」。由於Fox的主人本身就是警察，再加上K-9小隊協助，很快便獲救。目前與新搬進社區的科基犬King是好友。
Rex
犬，掛牌為骷髏頭。外表粗野又健壯的牛頭犬，四肢發達。在所有動物眼中Rex是眾所畏懼的存在，但誰也沒料到他的喜好是烤餅乾及煮咖啡。本來其主人領養他的目的是希望他成為一頭看門犬（watchdog），而不是一隻會挑出手錶（watch）的狗。
Maxwell
貓，項圈上繫一鈴鐺。右耳上有個明顯的咬痕，來由不明。是Bino的室友，也是Grape的男友。和Grape一樣認為社區中狗群複雜的社會結構很可笑，並時常藉此取笑Bino。尖刻、急智、愛嘲諷，在大家眼中Maxwell相當惱人，即便他結交了不少的貓朋友。在得知Grape是女生後亦感到震驚，也旋即被她吸引。也喜歡暢銷作品「Pridelands」。
Sasha
犬，掛牌為愛心。名義上是Bino的女友，但之間的關係總是忽冷忽熱，有時是因為Sasha自己的率性，有時則受Bino在狗群中的地位波動影響。雖然她是隻友善而好心狗，但做起事來常常少根筋，大多時候思緒也停在「神遊」狀態。她來自一個問題家庭，有著一位成天酗酒、泡女人、有暴力傾向的主人。這位主人甚至會因為自己把不到女人而把Sasha鎖在門外以為發洩。然而即便她有著「呆頭呆腦」的形像，Sasha卻在音樂上有獨到的天賦：情人節時Bino送她一臺小鋼琴，她卻能在數分鐘內譜出一曲並流利地彈奏──奇妙的是在這之前她從未碰過鋼琴。
Daisy
犬，掛牌為雛菊。黑色拉布拉多犬，心智似乎比Sasha更遲緩，偶而會在意想不到的場景出現。永遠都只有一句台詞：「嗨！我叫Daisy。」
Fido Byron
犬，刻有「F」字樣的菱形掛牌。Bino的哥哥，警方K-9小隊成員，負責協助警方追補嫌犯。俱樂部「Good Ol' Dogs'」的正式領導者，也是社區中所有犬隻崇拜及心儀的偶像。謙虛、健談、穩重、有責任心，閒暇時候還會教導幼犬閱讀。一言以蔽之──完美到極點。也許不是那麼完美。Fido有個女朋友叫Sabrina，卻是一隻貓，而為了不要讓他長久以來的優良名聲受損，這件事也只有他們兩人──還有偷窺獲曉的Peanut及Grape──知道。拜不好殺生的Sabrina之託，Fido在無可奈何的情形下負起照顧一隻名叫Spo的老鼠的責任，平時讓Spo在他頭頂上活動。
Sabrina
貓，掛牌為古埃及十字架。Fido的秘密女友，即便身為一隻貓，Sabrina卻是天生地好心腸，不願傷害任何一個生靈，包括本應是貓族慣有的獵物，如老鼠、鳥類。當她主人要求把這些小動物處理掉，Sabrina便會轉向Fido求助，希望他幫忙安置好他們。見習靈媒，與同樣是靈媒的Tarot居住，但目前無法確認她的靈能力程度。
Spo
野生老鼠，在Sabrina請託下暫住Fido家。表面上裝冷漠，但實際上很渴望交朋友，只缺足夠的社交技巧。與Fido友好，時常在他頭上活動，但他有個大缺點：言詞尖銳，且不懂得在適當的時候閉嘴。有幽閉恐懼症。
Tiger Arbelt
犬，刻有「T」的圓形掛牌。Tiger的主人或許不知道，為一隻狗取一個貓名會引發多麼嚴重的後果。正因為如此，時常被狗群取笑及捉弄的Tiger，有著暴躁且相當不穩定的情緒及心靈，甚至是偏執。也因此在飲食習慣上也有問題。
Marvin Arbelt
貓，刻有「M」的圓形掛牌。與Tiger同居，跟其他狗相比，對Tiger更有耐心，也更瞭解他。
Zach Arbelt
兔，刻有「Z」的圓形掛牌。Arbelt家的新成員，但是在融入家庭方面有不小的問題──與Tiger的不穩態度有關。在家中也是個時常被冷落的角色，甚至曾短暫逃離家庭，與林木中的野獸為伍；在那時意外地打開Pete的封印，被林中獸群冠上「開路者」的名號（他本身不喜歡被這樣稱呼），被他們供奉起來（變相拘禁）。後來被救出，回到原本的家庭，繼續為自己在家中的地位奮鬥。
Miles
一隻決定居住於社會環境中的狼，與他的狼群（他的伴侶、兄弟、及三隻小狼）。他的態度友善並試著把每件事都做得正確，然而，他與他的狼群對於調整到人類生活似乎有一點麻煩。

## 外部連結
- Housepets!官方網站（页面存档备份，存于）
- 瑞克·格里芬的deviantART（页面存档备份，存于）
- 瑞克·格里芬的FurAffinity（页面存档备份，存于）

As of 1 June 2010, this article is derived in whole or in part from WikiFur. The copyright holder has licensed the content utilized under CC-By-SA and GFDL. All relevant terms must be followed. The original text was at "Housepets!".